# Amazigh
Il termine amaziɣ è quello che attualmente viene preferito per designare se stessi da parte dei berberi del Nordafrica. Amaziɣ (ⴰⵎⴰⵣⵉⵖ) è il singolare, "uomo libero", mentre il plurale è imaziɣen (ⵉⵎⴰⵣⵉⵖⴻⵏ), "berberi". Il femminile, tamaziɣt (ⵜⴰⵎⴰⵣⵉⵖⵜ), viene usato per designare la lingua berbera e spesso anche il luogo di provenienza. Sinonimi dei termini "amaziɣ", inteso come persona, e "tamaziɣt", al femminile, intesa come lingua, sono rispettivamente "achlhiy" e "tachlhiyt".

## Descrizione
Amazigh e derivati sono oggi preferiti rispetto a berbero, berberi, per via della trasparente connessione di quest'ultimo termine con la parola barbaro (in arabo, poi, una sola parola, barbar, esprime entrambi i concetti). L'impiego generalizzato di amazigh è relativamente recente. Tradizionalmente esso era impiegato solo presso alcuni gruppi berberi, ma non presso tutti (in particolare, i Cabili erano soliti chiamare se stessi Iqbayliyen), e solo negli ultimi decenni il termine è stato introdotto in Cabilia (una grande diffusione della parola è giunta attraverso un celebre canto "berbero-nazionalista" di Mohand Idir Ait Amrane, Ekkr a mmi-s Umaziɣ, "In piedi, figlio di Amazigh!").
Amazigh come termine tradizionale di auto-designazione da parte della popolazione non è attestato molto di frequente. Lo si trova per esempio: 
- a Sened nel sud tunisino: «Gli abitanti di Sened chiamano se stessi Imaziɣen. Il singolare di Imaziɣen è Amaziɣ. La loro lingua è detta tamaziɣt» (Provotelle 1911: 3);
- nel Gebel Nefusa (Libia) "berbero" è mazóɣ (a Yefren mazîɣ) (Beguinot 1942: 220);
- nello senhayi del Nord del Marocco: «"Berbero: amaziɣ, pl. imaziɣen; "la lingua dei berberi": ṯamaziɣṯ» (Ibañez 1959: 74);
- nello chleuh (Sud del Marocco), Imaziɣen è attestato nel senso di "berberi" già negli scritti di Muhammad Awzal (XVIII secolo).

Molto più frequente è invece l'uso di questi termini per indicare la lingua. Oltre alle regioni sopra indicate, in cui all'impiego di amazigh per le persone si accompagna quello di tamazight per la lingua, si rileva:
- tamazight è la lingua dei berberi del Marocco centrale (altrimenti conosciuta come beraber);
- a Jerba (Tunisia), tmaziɣt è il nome di un'antica composizione religiosa in berbero;
- inoltre, tutti i Tuareg designano se stessi come "il popolo della lingua berbera" (Kel tamahaq, Kel tamashek o Kel tamajeq, a seconda delle regioni: una caratteristica del tuareg è il passaggio del suono z a h, sh o j).

Quanto al significato originario di amazigh, molti vedono in esso il senso di uomini liberi, probabilmente a causa del significato che ha presso i Tuareg, per i quali gli Imuhaɣ (o Imushaɣ, Imajeɣăn) sono i tuareg nobili, appartenenti alla casta superiore, in contrapposizione agli Imɣad, "vassalli" (e agli eklan, "schiavi", agli iɣăwelăn "ex-schiavi liberati", agli inəsləmăn, "religiosi" e agli inăḍăn, "artigiani"). L'idea che il termine amazigh contenesse in origine un rimando ad un giudizio di valore è rafforzata dal fatto che presso i berberi del Gourara (sud dell'Algeria), Amaziɣ significa "Dio".